# Харпал
Харпал (грч. Ἅρπαλος, 355–322. п. н. е.) је био македонски племић, близак Александров пријатељ из младости, ризничар и сатрап Вавилоније. Као хром није могао да учествује у војним операцијама. Александар Македонски га је задужио за финансије, па поставио за ризничара и за сатрапа Вавилоније. Потрошио је много новца, сматрајући да се Александар неће вратити са далекога похода. Када се Александар вратио Харпал је побегао са 5.000 таланата и 6.000 плаћеника. Склонио се у Атину, али Антипатар је тражио од Атињана да га изруче. Митом је једно време спречавао изручење, а онда је побегао из Атине на Крит. На Криту га је убио заповедник његових најамника Тимброн. Демостен је био оптужен да је примио мито од Харпала. Атињани су помоћу Харпаловога новца започели Ламијски рат.

## Пријатељ Александра Македонскога
Харпалов отац Махата је био из Елимеје, области у Горњој Македонији. По свој прилици био је нећак од Филе, друге супруге Филипа II Македонскога. Вероватно је да су му браћа била Таурон и Филип, који је касније постао сатрап Индије. Харпал није био физички способан за војску. Током 336. п. н. е. био је један од Александрових саветника и пријатеља, када је избио сукоб између Александра Великога и његовога оца око Пиксодара. Сатрап Карије Пиксодар је намеравао да склопи савез са Македонијом, па је предложио Филипу II Македонскоме да се Филипов малоумни син Филип III Аридеј ожени са Пиксодаровом ћерком. Александрова мајка Олимпијада је била забринута због тога, па је Александар послао свога пријатеља Тесала у Карију и понудио женидбу Александра и Пиксодареве ћерке. То је разбеснило Филипа II Македонскога, па је он протерао Александрове пријатеље, укључујући и Харпала. Протерани су били Птолемеј Сотер, Неарх, Еригије, Лаомедон и Харпал.

## Царски ризничар
Након Филипове смрти Харпал се вратио у Македонију. Александар га је именовао за царскога ризничара.[8] Пре битке код Иса побегао је од Александра у Мегару. Могуће је да је тада проневерио нешто новца. Александар га је звао да се врати обећавајући му да га неће казнити. Када се вратио 331. п. н. е. Харпал је поново постао ризничар. Када је Александар заузео Персепољ и Екбатану наредио је Пармениону да се довезе сав новац из Персепоља у Екбатану и преда Харпалу као ризничару. За тај посао обезбеђивања новца у Екбатани дао је Пармениону 6.000 војника. У Екбатани је било похрањено 180.000 таланата.

## Расипа новац из царске ризнице
Ризница је касније премештена у Вавилон. Харпал је контролисао не само ризницу, него и јавне приходе. Помислио је да се Александар више неће вратити са далеких похода, па је почео да троши новац, који је требало да чува. Био је и на положају сатрапа велике територије и одао се разврату. Много новца је трошио на жене. Његов раскошан стил живота постао је опште познат и као такав предмет јавних критика. Из Атине је позвао најскупљу хетеру (проститутку или куртизану) и на њу је потрошио велики новац, а након смрти јој је подигао скупу гробницу. Након ње трошио је и на друге најпознатије хетере.

## Бежи у Европу са 5.000 таланата
Када се Александар вратио из Индије тада је погубио много сатрапа због разних незаконитости. Харпал се уплашио да ће га Александар казнити, па је узео 5.000 таланата и унајмио је 6.000 најамника и са њима је допловио у Европу. Најамнике је оставио на рту Тенару у Лаконији крај Спарте. Са делом опљачканога новца је отишао у Атину, где је тражио уточиште. У Атину је дошао само са 700 таланата. Када је први пут тражио од Атињана да га приме одбили су га.
Кад је ипак примљен у Атини део оратора се залагао да га подрже, а део да га истерају. Демостен и Фокион су се залагали да се Харпал ухапси, а Хиперид се томе противио. Антипатар и Олимпијада су тражили од Атињана да га изруче. Када су Атињани ухапсили Харпала запленили су и пописали његов новац. Утврђено је да има само 350 таланата, а не 700 колико је у почетку било новца. Демостен је био на челу комисије која је пописивала новац и одлучио је да прећути те чињенице. Изгледа да је Харпал подмитио Демостена. Харпал је успео да побегне из Атине, а након његова бега Хиперид је оптужио Демостена да је од Харпала примио мито. Демостен је био због тога кажњен великом казном, коју није могао да плати, па је завршио у затвору и онда прогонству.

## Смрт на Криту
Харпал је побегао код својих најамника на Тенар, а онда је отишао на Крит, а ту га је убио 322. п. н. е. Тимброн један од његових пријатеља.

## Харпалов новац и Ламијски рат
Атињани су пописали Харпалов новац и утврдили су да недостаје много новца. Због тога су осудили Демостена и још неке његове пријатеље. Харпалов новац и најамници, који су остали на Тенару помогли су Атињанима да започну Ламијски рат 323. пре н. е, када су чули да је Александар Македонски мртав. Атињани су део његовога новца послали Леостену.